# Amblyglyphidodon aureus
Amblyglyphidodon aureus är en fiskart som först beskrevs av Cuvier, 1830.  Amblyglyphidodon aureus ingår i släktet Amblyglyphidodon och familjen Pomacentridae. Inga underarter finns listade i Catalogue of Life.

## Bildgalleri

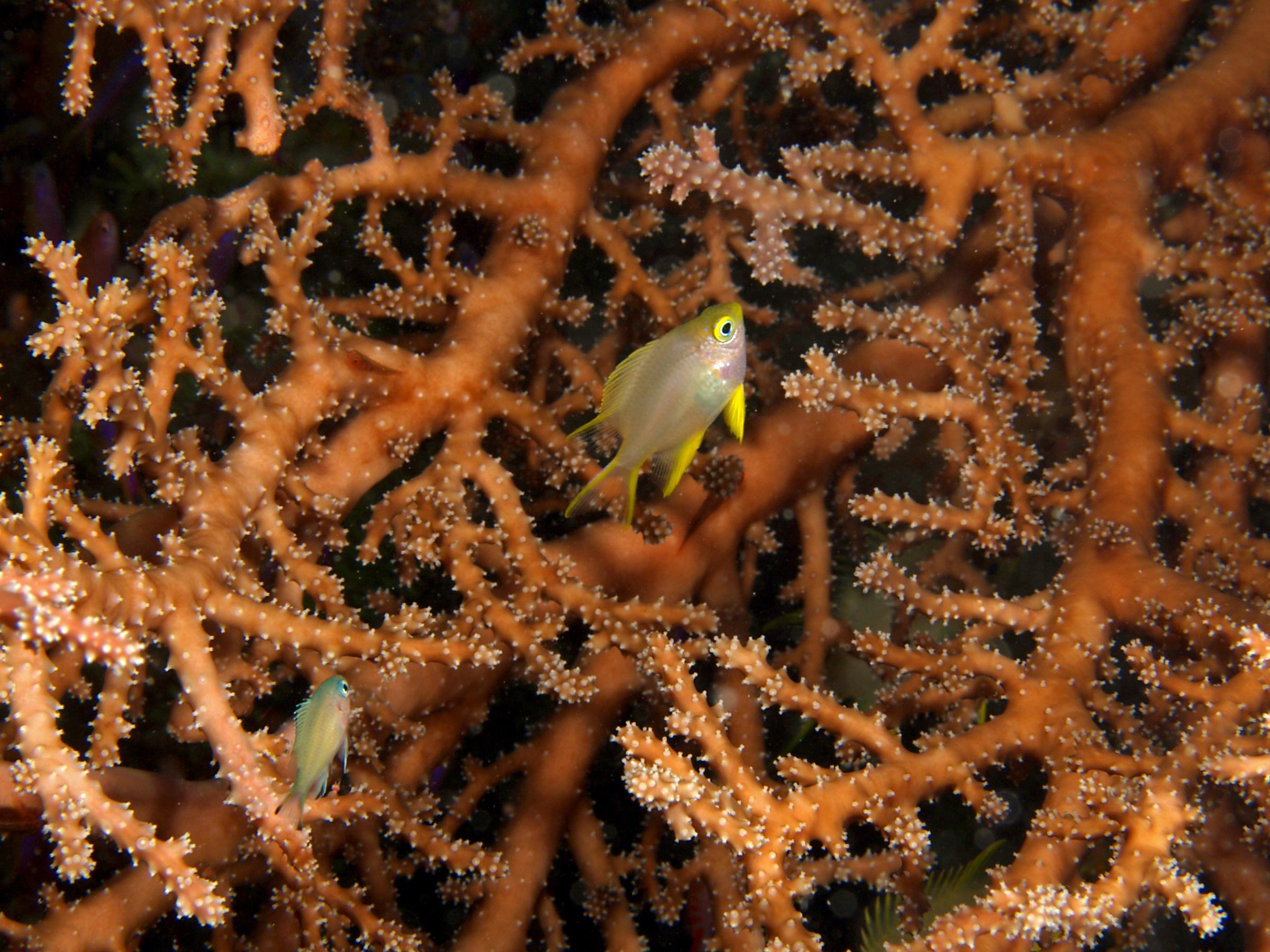
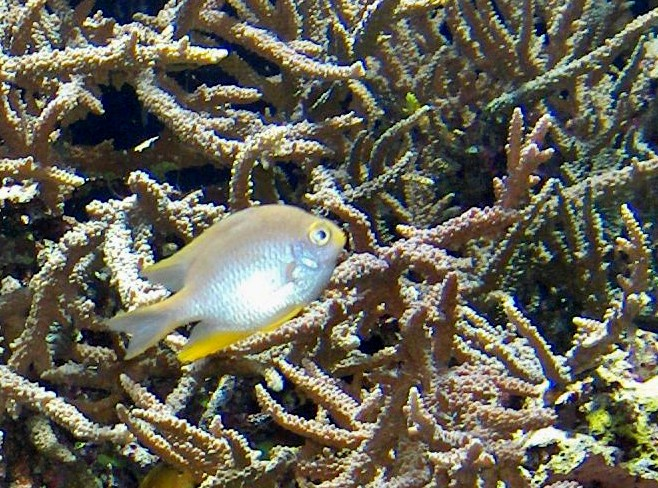
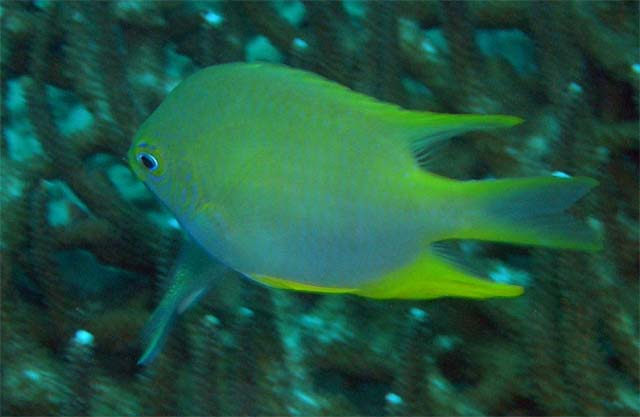